# Klaus Hoffmann-Hoock

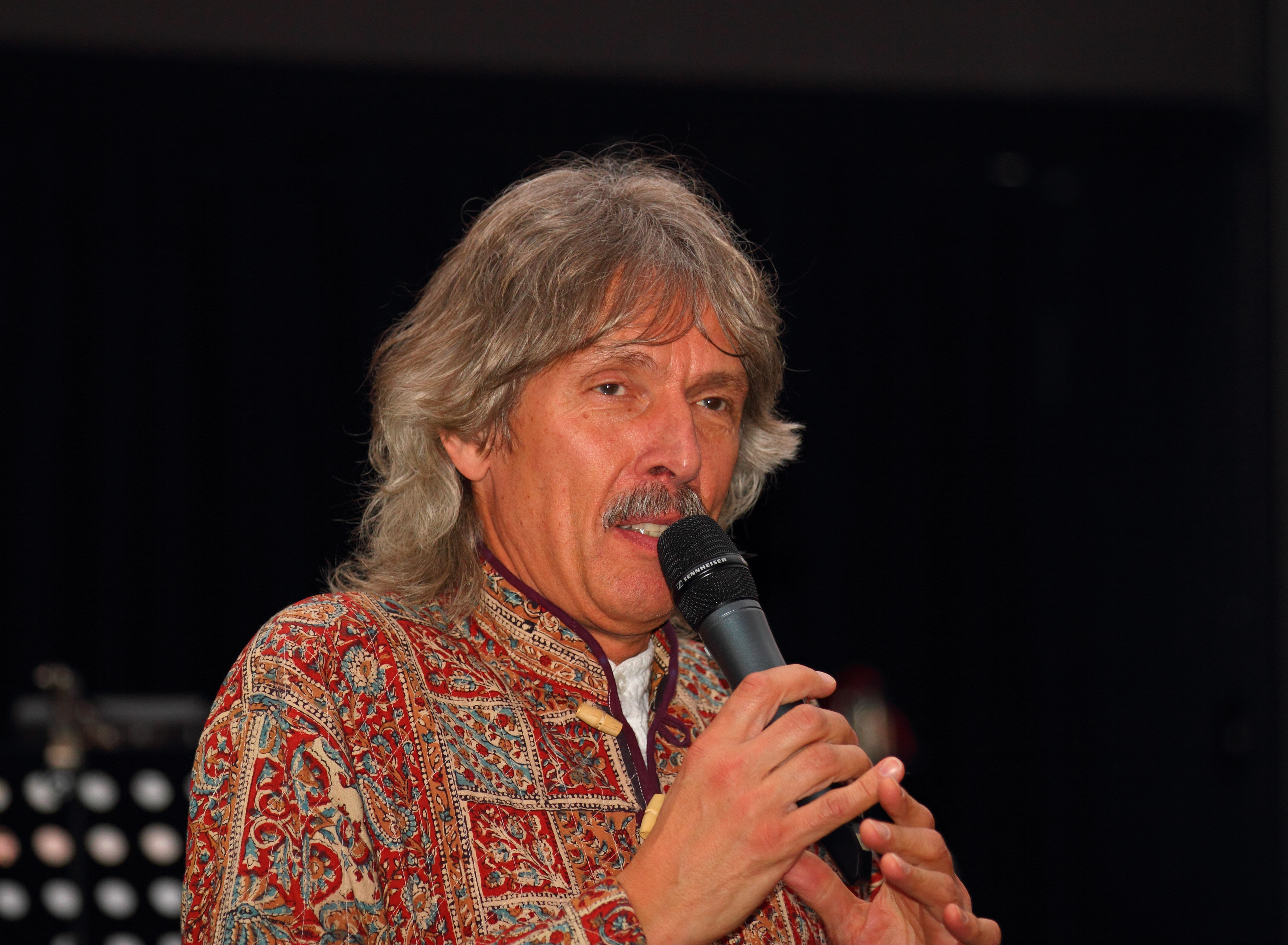
Klaus Hoffmann-Hoock im März 2012

Klaus Hoffmann-Hoock (nach 1980 auch Cosmic Hoffmann, * 30. Januar 1951 in Duisburg; † 14. Oktober 2017 in Goch) war ein deutscher Multiinstrumentalist und Komponist des Synth Rock. Bekanntheit erlangte er insbesondere für seine Arbeiten mit dem Mellotron.

## Werdegang
Hoffmann-Hoock erhielt seine erste musikalische Ausbildung in Gitarre und Schlagzeug und gründete 1969 mit Archaeopteryx seine erste Band. Seine Nachfolgerband Impuls arbeitete zunächst eng mit weiteren Rockbands wie Nektar, UFO sowie Earth & Fire zusammen, aus dieser Zeit blieb allerdings nur eine Tonbandaufnahme erhalten. 1972 war Hoffmann-Hoock Gast bei einem Genesis-Konzert; die aufgeführte Komposition Watcher of the Skies inspirierte ihn zur Arbeit mit dem damals noch jungen Mellotron, dessen Klang ihn faszinierte. Mit dem Kauf eines Minimoogs begründete er eine bedeutende Sammlung früher Synthesizer, welche seine folgenden Arbeiten von nun an bestimmen sollten.
1976–1978 war Hoffmann-Hoock als Gitarrist, Keyboarder und Liedtexter Mitglied der deutschen Band Alma-Ata. 1980 schloss er sich mit Georg Mahr und Andreas Hub zum Musikertrio „Cosmic Hoffmann“ zusammen, die Gründung der Band „Mind over Matter“ folgte sechs Jahre später. Die Musik von Mind over Matter konzentrierte sich vor allem auf meditativ-psychedelische Experimentalmusik nach fernöstlichem Vorbild. Seit den Neunzigerjahren erfolgte hauptsächlich Konzertarbeit in ganz Deutschland und Europa, zudem war Hoffmann-Hoock als Experte für das Mellotron im gesamten deutschen Raum gefragt.
Klaus Hoffmann-Hoock starb im Oktober 2017 nach kurzem, schwerem Nierenleiden in seinem Heimatort Goch.

## Diskografie

### Alma Ata
- 1976 – ? (Keine Aufnahme blieb erhalten)
- 1977 – Dreams

### Cosmic Hoffmann
- 1982 – „Weltraumboogie“/„Space-Disco“ (7#-Single)
- 1999 – Beyond the Galaxy (CD)
- 2000 – Shiva Connection (CD)
- 2005 – Electric Trick (CD)
- 2007 – Space Gems (CD-R)
- 2008 – Outerspace Gems
- 2009 – Hypernova
- 2010 – Astral Journey

### Mind Over Matter
- 1987 – Music for Paradise (LP, 1991 auch auf CD)
- 1988 – The Colours of Life (LP/CD)
- 1990 – Trance 'n' Dance (CD)
- 1992 – In Search of Eternity
- 1993 – Live in Concert (Live)
- 1995 – Palace of the Winds
- 1997 – Shambhala – The Quiet Album
- 1998 – Avatar
- 2000 – Under the Stars (Live)
- 2004 – On the wings of the wind
- 2005 – Indian Meditation
- 2006 – Indian Meditation II

## Videografie von Mind Over Matter
- 1994 – Mind over Matter in Concert
- 1997 – Live in Concert
- 1998 – Live in Concert 25.10.1997 – Versmold
- 2002 – Asia Vol. 1
- 2003 – Journey to Eternity – Asia Vol. 2
- 2006 – Live in Concert at Lünen 21.03.1997
- 2006 – Live in Concert 25.10.1997 – Versmold (Neuauflage)